# Olhó Baião!
Olhó Baião! foi um talk show português inicialmente apresentado apenas por João Baião e a partir do segundo semestre de 2020 com regularidade por João Paulo Sousa e Raquel Tavares e/ou Iva Lamarão e/ou Débora Monteiro. O programa estreou a 16 de fevereiro de 2019 e terminou a 19 de dezembro de 2020 na SIC.

## Formato
Neste programa apresentado por João Baião aos sábados e domingos de manhã, a SIC abre a antena para um programa  feito em direto dos estúdios SIC, com a participação de muitos convidados especiais. O programa terá várias rubricas e será uma janela aberta para o mundo português e de expressão portuguesa. Maria Botelho Moniz assegura os exteriores.
Com a saída de Maria Botelho Moniz para a TVI, Raquel Tavares junta-se à equipa do Olhó Baião! como repórter de exteriores.
Com a saída de Cristina Ferreira para a TVI, é João Baião quem passa a apresentar ao lado de Diana Chaves, o programa das manhãs de segunda a sexta-feira, Casa Feliz, apresentando apenas as emissões especiais do Olhó Baião! sendo João Paulo Sousa e Raquel Tavares ou João Paulo Sousa e Iva Lamarão a assumir a apresentação regular do programa. 
Dia 14 de novembro 2020 aconteceu uma emissão especial do programa, apresentada por João Paulo Sousa, Raquel Tavares e Débora Monteiro a partir do estúdio e por Luciana Abreu e Emanuel num camião-palco a percorrer as ruas de Loures. A partir deste dia, o camião-palco tornou-se presença assídua no programa que passou a ser emitido apenas ao sábado de manhã, dando lugar ao Domingão aos domingos de manhã.

### Localidades camião-palco
| Datas                  | Localidades                                                               |
| ---------------------- | ------------------------------------------------------------------------- |
| 14 de novembro de 2020 | Prior Velho, Portela, Sacavém e Moscavide                                 |
| 21 de novembro de 2020 | Faro                                                                      |
| 28 de novembro de 2020 | Quinta do Conde                                                           |
| 5 de dezembro de 2020  | União das Freguesias de Santa Iria de Azoia, São João da Talha e Bobadela |
| 12 de dezembro de 2020 | Olivais                                                                   |

## Apresentadores e Repórteres
| Apresentador     | Anos        |
| ---------------- | ----------- |
| João Baião       | 2019 - 2020 |
| João Paulo Sousa | 2020        |
| Raquel Tavares   | 2020        |
| Iva Lamarão      | 2020        |
| Débora Monteiro  | 2020        |
| Luciana Abreu    | 2020        |
| Emanuel          | 2020        |

| Repórteres de Exteriores | Anos        |
| ------------------------ | ----------- |
| Maria Botelho Moniz      | 2019 - 2020 |
| Fabiana Cruz             | 2019 - 2020 |
| Raquel Tavares           | 2020        |
| Jani Gabriel             | 2020        |
| Gonçalo de Oliveira      | 2020        |
| Cláudia Borges           | 2020        |
| Iva Lamarão              | 2020        |

## Audiências
No dia de estreia, o programa da SIC garantiu a liderança no horário depois de anos sucedidos a perder para a concorrência, obtendo assim 3,5% de rating e 22% de share, equivalente a mais de 338 mil espetadores, com um pico de 27,7% de share na segunda parte.

## Prémios
Troféus de Televisão TV 7 Dias/Impala
| Ano  | Prémio                     | Resultado |
| ---- | -------------------------- | --------- |
| 2021 | Entretenimento - Talk Show | Indicado  |